# رسالة إلى الليبراليين

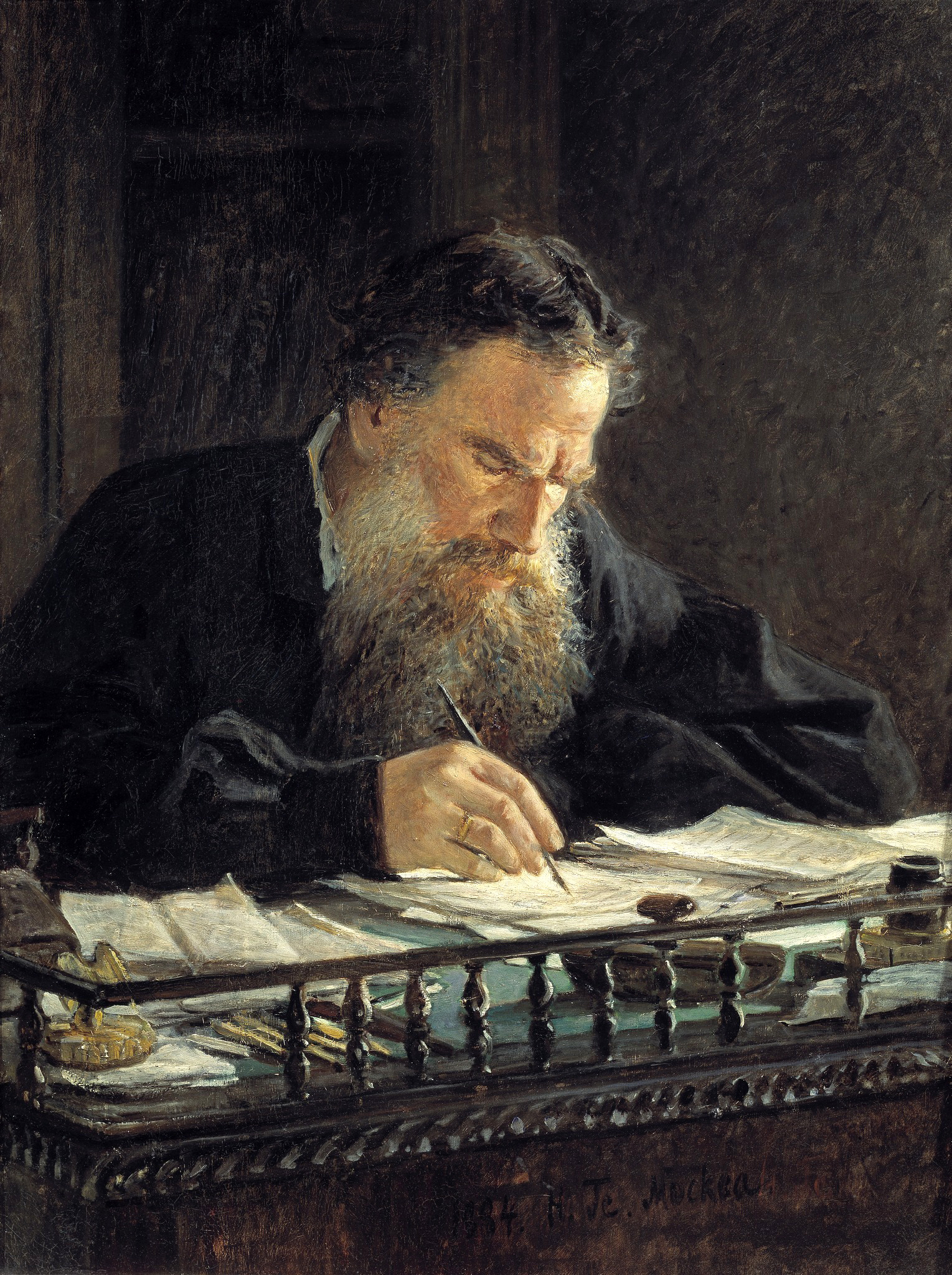
لوحة لتولستوي يكتب.

رسالة إلى الليبراليين، أو كما يعرف أيضًا باسم «رسالة إلى الليبراليين الروس»، هو رسالة مفتوحة كتبها ليو تولستوي في عام 1896 لا تشجب الليبراليين فحسب، بل أيضًا جميع الفصائل السياسية التي تسعى إلى ممارسة السلطة السياسية على الجماهير. وجهت الرسالة إلى ألكسندرا كالميكوف (1849-1926)، مدرسة داعمة للأرستقراطية. كان إغلاق لجنة وطنية لمحو الأمية مصدر إلهام لكتابة تولستوي رسالته في جو كانت فيه حركة العدمية والتجييش المناهض للأرستقراطية في أوجه.

## المحتوى
إن نبرة النص أناركية بوضوح، لنأخذ سطرًا منها: «وبالتالي فإن الحكومة، وخاصة الحكومة التي يعهد إليها بالسلطة العسكرية، هي أخطر تنظيم أمكن وجوده». لم يعلق المترجم الشهير لتولستوي أيلمر مود على اللهجة التي كتبت بها الرسالة، لكنه أشار إلى أنها كانت العمل الأكثر أهمية لتولستوي في العام 1896 وأوضح «موقفه غير السياسي». شدد عديد من أفراد الأوساط الأكاديمية على النهج الأناركي المسيحي الظاهر في النص، متتبعين «مفهوم تولستوي من عدم مقاومة الشر». كتبت صحيفة «ذا بوزيتيفت ريفيو» سنة 1905 أنه «لا السياسة الإرهابية للمدارس الثورية، ولا سياسة الليبراليين في السعي، دون عنف، إلى قهر الحقوق الدستورية شيئًا فشيًا، لها أي قيمة في الصراع مع الحكومة».

## التأثير
في عام 1908، ألقي القبض على فلاديمير مولوتشنيكوف في نوفغورود على يد أوخرانا (الشرطة السرية السياسية للإمبراطورية الروسية في أواخر القرن التاسع عشر وأوائل القرن العشرين) لقيامه بتهريب نسخ من أعمال تولستوي إلى البلد، ومن الأعمال التي عثر عليها، بالإضافة إلى نسخ من «لا تقتل»، «وفكر في نفسك!»، كانت ست نسخ من كتيب «رسالة إلى الليبراليين».
وكان له تأثير على غاندي الذي أوصى بقراءته في رسالة إلى هنري بولاك في عام 1919. لاحقًا، أعاد غاندي نشر أجزاء منه في صحيفة «يونغ إنديا» في العاشر من نوفمبر سنة 1920. قضى غاندي معظم حياته يعيد توزيع أعمال تولستوي، بما في ذلك هذا النص، على الرغم من أنه لم يكن ذلك قانونيًا حينها في الهند.
راجع الكاتب الأكاديمي ميليفويا ستويان ستانويفيتش الرسالة في عام 1916، قائلًا إن العمل يثبت اعتقاد تولستوي أن الليبرالية هي «وهم وخيال» لا يحل «لا مشاكل تعليمية ولا مشاكل عمالية».

## الإصدارات
أعاد فلاديمير شيرتكوف، أحد أتباع فكر تولستوي، نشر الرسالة في نشرته المختصرة «سفوبودنوي سلوفو»، في عام 1898.
ترجمها ليو وينير في سنة 1904، وأيلمر مود في السنة ذاتها.